# Xã Pulaski, Quận Lonoke, Arkansas
Xã Pulaski (tiếng Anh: Pulaski Township) là một xã thuộc quận Lonoke, tiểu bang Arkansas, Hoa Kỳ. Năm 2010, dân số của xã này là 475 người.